# لوئیس انتونیو رودریگز
لوئیس انتونیو رودریگز (اسپانیایی: Luis Antonio Rodríguez‎؛ زادهٔ ۴ مارس ۱۹۸۵) بازیکن فوتبال اهل آرژانتین است.
از باشگاه‌هایی که در آن بازی کرده‌است می‌توان به باشگاه فوتبال دیورگاردن، باشگاه فوتبال اوبی، باشگاه فوتبال شریف تیراسپول، و باشگاه فوتبال هامارابی اشاره کرد.